# Boxe aux Jeux méditerranéens de 2001
Navigation
Édition précédente Édition suivante
Les compétitions de boxe anglaise de la 14e édition des Jeux méditerranéens se sont déroulées du 3 au 8 septembre 2001 à Tunis, Tunisie. 

## Résultats

### Podiums
| Catégories                    | Or                     | Argent                | Bronze                              |
| Poids mi-mouches (-48 kg)     | Abdülkadir Koçak       | Cherif Saki           | Walid Cherif Rudik Kazandjian       |
| Poids mouches (-51 kg)        | Mebarek Soltani        | Mohamed Rezkalla      | Jérôme Thomas Moez Zemzeni          |
| Poids coqs (-54 kg)           | Ağasi Agagüloğlu       | Hassan Djlassi        | Artur Mikaelian Abdullah Waheb      |
| Poids plumes (-57 kg)         | Ramazan Paliani        | Driss Melki           | Jetis Bajrami Boubacar Dangnoko     |
| Poids légers (-60 kg)         | Zied Sassi             | Yussuf Hamidi         | Michele Di Rocco Guillaume Salingue |
| Poids super-légers (-63,5 kg) | Saleh Khalaf Abdelbary | Willy Blain           | Mohamed Ali Sassi Mohamed Allalou   |
| Poids welters (-67 kg)        | Xavier Noël            | Sami Khalifi          | Spyridion Ioannidis Geard Ajetovic  |
| Poids super-welters (-71 kg)  | Bülent Ulusoy          | Benamar Meskine       | Georgios Gazis Mohamed Marmouri     |
| Poids moyens (-75 kg)         | Ramadan Yasser         | Fırat Karagöllü       | Mourad Ouhichi Mamadou Diambang     |
| Poids mi-lourds (-81 kg)      | Mohamed Sahraoui       | İhsan Yıldırım Tarhan | Antonio Brillantino Ahmed Ismail    |
| Poids lourds (-91 kg)         | Milorad Gajovic        | Omar Bellaouati       | Mohamed Homrani Ahmet Aksu          |
| Poids super-lourds (+91 kg)   | Sami Jendoubi          | Ahmed Wattar          | Mehdi Aouiche Alexander Pejanovic   |

### Tableau des médailles
| Place | Pays                 | Médaille d'or | Médaille d'argent | Médaille de bronze | Total |
| ----- | -------------------- | ------------- | ----------------- | ------------------ | ----- |
| 1     | Turquie              | 4             | 2                 | 1                  | 7     |
| 2     | Tunisie              | 3             | 3                 | 6                  | 12    |
| 3     | Égypte               | 2             | 1                 | 1                  | 4     |
| 4     | France               | 1             | 2                 | 5                  | 8     |
| 5     | Algérie              | 1             | 2                 | 1                  | 4     |
| 6     | Serbie-et-Monténégro | 1             | 0                 | 2                  | 3     |
| 7     | Syrie                | 0             | 2                 | 1                  | 3     |
| 8     | Grèce                | 0             | 0                 | 3                  | 3     |
| 9     | Italie               | 0             | 0                 | 2                  | 2     |
| 10    | Croatie              | 0             | 0                 | 1                  | 1     |
| 10    | Chypre               | 0             | 0                 | 1                  | 1     |
| Total | 11 pays médaillés    | 12            | 12                | 24                 | 48    |